# S.O.A.P. (groupe)
 (août 2017).
Pour l’article ayant un titre homophone, voir SOAP.
SOAP est un groupe danois de musique pop composé de deux sœurs,  Heidi (née le 18 octobre 1979) et Line (née le 26 juillet 1982) Sørensen. Leurs titres sont principalement écrits et produits par Holger Lagerfeldt et Remee Zhivago pour la succursale danoise de Sony Music Entertainment.
Le groupe a été choisi pour faire la première partie des groupes Savage Garden (sur leurs tournées européenne de 2000) et Backstreet Boys (sur l'une de leurs tournées aux États-Unis d'Amérique).

## Discographie
- Not Like Other Girls (1998)
- Miracle (2000)
- Ladidi Ladida
- This Is How We Party